# Същински костни риби
Същинските (висши) костни риби (Teleostei) са инфраклас животни от надклас Лъчеперки (Actinopterygii).
Той включва над 26 хиляди съвременни вида от около 40 разреда – по-голямата част от всички днешни видове риби. Същинските костни риби имат подвижна горна челюст със съответните изменения в мускулатурата, които им давата възможност да изнасят челюстите си извън устата. Горната и долната част на опашната перка са с приблизително еднакъв размер.

## Разреди
Инфраклас Teleostei – Същински костни риби
- надразред Acanthopterygii – Твърдоперки, Бодлоперки
  - разред Atheriniformes – Атериноподобни
  - разред Beloniformes – Зарганоподобни, Зарганови
  - разред Beryciformes – Бериксоподобни
  - разред Channiformes – Змиеглавоподобни
  - разред Cyprinodontiformes – Шаранозъби (Шарановидни)
  - разред Gasterosteiformes – Бодливки
  - разред Mugiliformes – Кефалоподобни
  - разред Pegasiformes – Пегасоподобни (Риби дракони)
  - разред Perciformes – Бодлоперки, Костуроподобни
  - разред Pleuronectiformes – Калканоподобни
  - разред Scorpaeniformes – Скорпидоподобни
  - разред Stephanoberyciformes – Стефанобериксоподобни
  - разред Synbranchiformes —
  - разред Tetraodontiformes – Бодливи риби, Риби таралежи, Риби луни
  - разред Zeiformes – Светипетрови риби
- надразред Clupeomorpha – Селдоподобни, Селдови
  - разред Clupeiformes – Селдоподобни, Селдови
- надразред Cyclosquamata —
  - разред Aulopiformes – Вретенови
- надразред Elopomorpha – Змиоркоподобни, Тарпоподобни
  - разред Albuliformes – Албулообразни
  - разред Anguilliformes – Змиоркоподобни
  - разред Elopiformes – Тарпоподобни
  - разред Saccopharyngiformes – Торбоусти
- надразред Lampridiomorpha —
  - разред Lampridiformes – Опахоподобни
- надразред Ostariophysi – Шараноподобни, Сомоподобни
  - разред Characiformes – Харацидоподобни, Харацинови, Тетри
  - разред Cypriniformes – Шараноподобни
  - разред Gonorynchiformes – Гонорихоподобни
  - разред Gymnotiformes – Гимнотоподобни,
  - разред Siluriformes – Сомоподобни, Сомове
- надразред Osteoglossomorpha – Арваноподобни
  - разред Osteoglossiformes – Арваноподобни
- надразред Paracanthopterygii – Трескоподобни
  - разред Batrachoidiformes – Батрахоподобни, Риби жаби
  - разред Gadiformes – Трескоподобни
  - разред Lophiiformes – Морски дяволи
  - разред Ophidiiformes —
  - разред Percopsiformes – Перкопсоподобни
- надразред Polymixiomorpha – Барбудоподобни
  - разред Ctenothrissiformes —
  - разред Polymixiiformes – Барбудоподобни
- надразред Protacanthopterygii – Пъстървоподобни
  - разред Argentiniformes
  - разред Esociformes – Щукоподобни
  - разред Osmeriformes —
  - разред Salmoniformes – Пъстървоподобни
- надразред Scopelomorpha —
  - разред Myctophiformes – Миктофоподобни, миктофи, светещи хамсии
- надразред Stenopterygii —
  - разред Ateleopodiformes —
  - разред Stomiiformes – Стомиоподобни